# Madda Holda
Madda Holda, pseudonimul folosit de Magdalena Binder (Silianu), (n. 4 septembrie 1911, Dorohoi, Dorohoi, România – d. 2012, București, România) a fost o scriitoare română de factură avangardistă, avocată și judecătoare.

## Educație
A fost fiica medicului David Binder și sora scriitorului Sașa Pană. S-a căsătorit cu arhitectul Puiu Silianu.
A urmat studii de drept și a devenit avocată, iar în 1945, după abrogarea interdicțiilor stabilite prin Legiuirea Caragea, judecătoare. Ulterior a fost numită Președintă de Tribunal în București.

## Activitate literară
Madda Holda a făcut parte dn cercul avangardismului literar românesc și a contribuit la dezvoltarea avangardei istorice din România.
A colaborat la revistele Unu (condusă de fratele ei, Sașa Pană) și la XX - literatură contemporană.
În 1931, la 19 ani, a publicat volumul Cărți de vizită, într-o ediție "hors commerce", la Editura unu din București, rămasă necunoscută pentru public, cu excepția avangardiștilor apropiați de revista Unu.
A fost apropiată de poetul Geo Bogza, cu care a întreținut o relație epistolară, așa cum reiese din însemnările lui Sașa Pană și din volumul de corespondență Dragă Magdalena..., care cuprinde 38 de scrisori și cărți poștale trimise de Geo Bogza și păstrate de Madda Holda, precum și 24 dintre cele scrise de aceasta, aflate în arhiva Bibliotecii Academiei Române.